# Jack Parkinson
John Parkinson, noto come Jack Parkinson (Bootle, 21 settembre 1883 – 13 settembre 1942), è stato un calciatore inglese, di ruolo attaccante.

## Carriera
Giocò per quasi tutta la carriera nel Liverpool e fu capocannoniere della First Division inglese nel 1910.

## Palmarès

### Club

#### Competizioni nazionali
- Campionato inglese: 1

Liverpool: 1905-1906
- Campionato inglese di seconda divisione: 1

Liverpool: 1904-1905